# Baldwin Park (Califórnia)
Baldwin Park é uma cidade localizada no estado americano da Califórnia, no Condado de Los Angeles. Foi incorporada em 25 de janeiro de 1956.

## Geografia
De acordo com o United States Census Bureau, a cidade tem uma área de 17,6 km², onde 17,2 km² estão cobertos por terra e 0,4 km² por água.

### Localidades na vizinhança
O diagrama seguinte representa as localidades num raio de 8 km ao redor de Baldwin Park.

## Demografia
Segundo o censo nacional de 2010, a sua população é de 75 390 habitantes e sua densidade populacional é de 4 390,38 hab/km². Possui 17 736 residências, que resulta em uma densidade de 1 032,87 residências/km².
A famosa Drag queen Raja campeã do RuPaul's Drag Race (3.ª temporada) nasceu e passou parte de sua infância em Baldwin Park.